# Leucotrachea leucomelanica
Leucotrachea leucomelanica là một loài bướm đêm trong họ Noctuidae.